# Historisches Zentrum der Stadt Salzburg

Logo (Claim)

Das Historische Zentrum der Stadt Salzburg, englisch Historic Centre of the City of Salzburg, ist der historische Stadtkern der Stadt Salzburg und eine der UNESCO-Welterbestätten in Österreich. Es ist landesrechtlich durch das Salzburger Altstadterhaltungsgesetz geschützt und als Altstadt Salzburg bzw. Altstadt weitgehend deckungsgleich mit einem der Stadtteile nach der neuen Stadtgliederung.

## Umfang der Welterbezone
Das Welterbe umfasst:

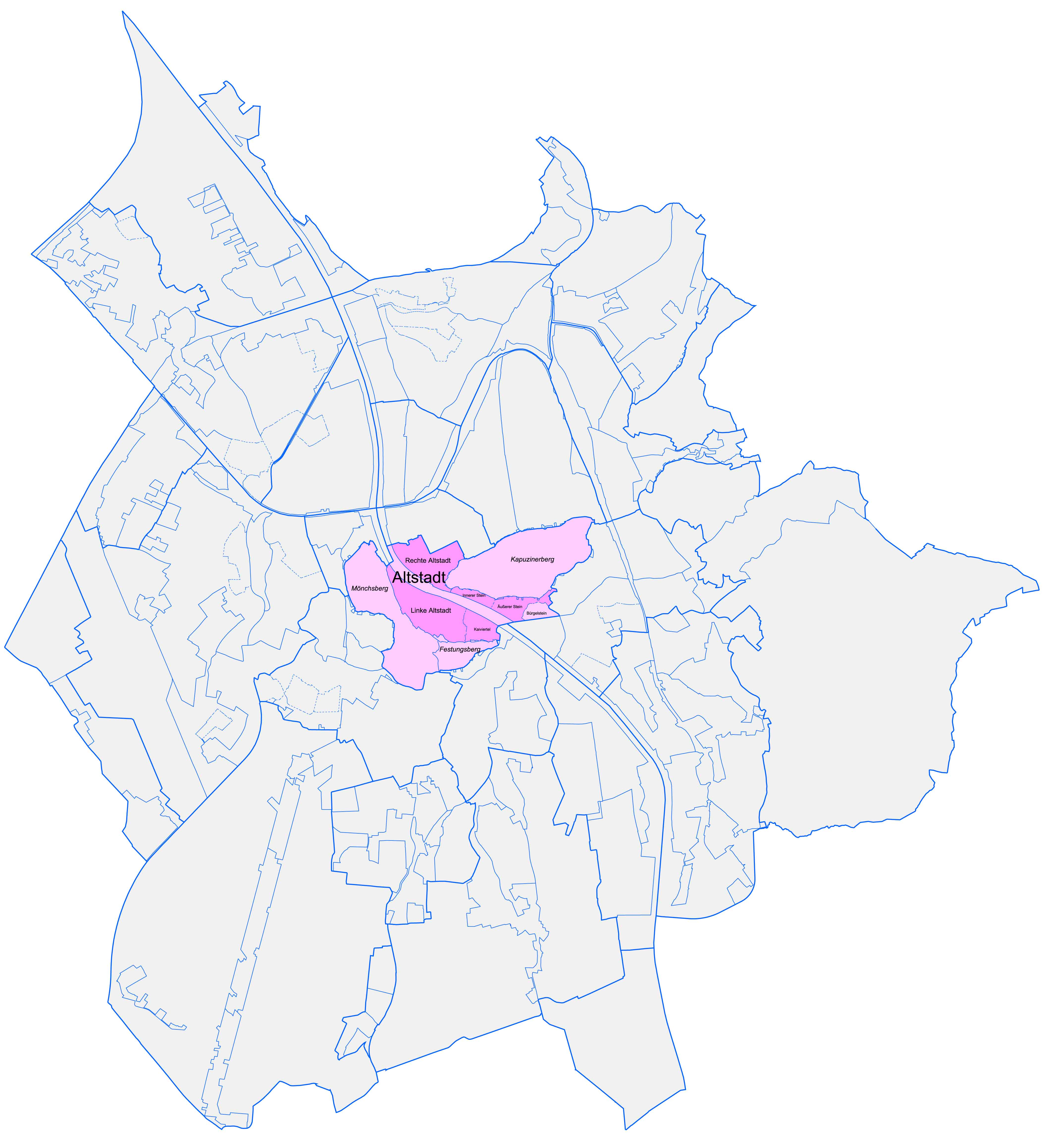
Der Umfang des Kernschutzgebietes Historisches Zentrum der Stadt Salzburg deckt sich weitgehend mit dem Stadtteil Altstadt, sowie dem Bereich Inneres Nonntal im Süden und Inneres Mülln im Norden

- die Linke Altstadt (links der Salzach)
- die Rechte Altstadt (rechts der Salzach) mit der Linzer Gasse, dem Inneren und Äußeren Stein sowie dem Bürglstein
- das Innere Nonntal
- das Innere Mülln
- den Mönchsberg
- den Festungsberg mit der Festung Hohensalzburg
- den Kapuzinerberg

Diese Kernzone umfasst 236 Hektar. Sie ist fast ident mit dem Stadtteil Altstadt
(237 Hektar).
Die mitausgewiesene Pufferzone – die einen eingeschränkten Ensembleschutz darstellt und die Kernzone vor Beeinträchtigung im Fernbild bewahren soll – erstreckt sich über etwa das ganze Äußere Nonntal (Hellbrunner Straße – Hofheimer Allee, einschließlich Landschaftsraum Freisaal, und an die Thumeggerstraße), den Raum Leopoldskroner Weiher, den stadtnahen Teil von Riedenburg-St. Paul, Rainberg, Innere Riedenburg, Außeres Mülln und Johannesspital (LKH, mit Linie Moosstraße – Aiglhofstraße – Bahnlinie Richtung München als Grenze) und den südöstlichsten Block von Lehen (Gaswerkgasse und bis Lehener Brücke), und auf der anderen Seite die gesamte Neustadt, Elisabeth-Vorstadt bis an die St.-Julien-Straße, Bahnhofsareal, von dort Schallmoos bis innerhalb Vogelweiderstraße – Sterneckstraße – Fürbergstraße, und weiter Inneres Parsch innerhalb Eberhard-Fugger-Straße – Gaisbergstraße, und Hundertwasserallee zur Salzach. Diese Pufferzone umfasst 487 Hektar (rd. 5 km²).

## Begründung und Schutzstatus

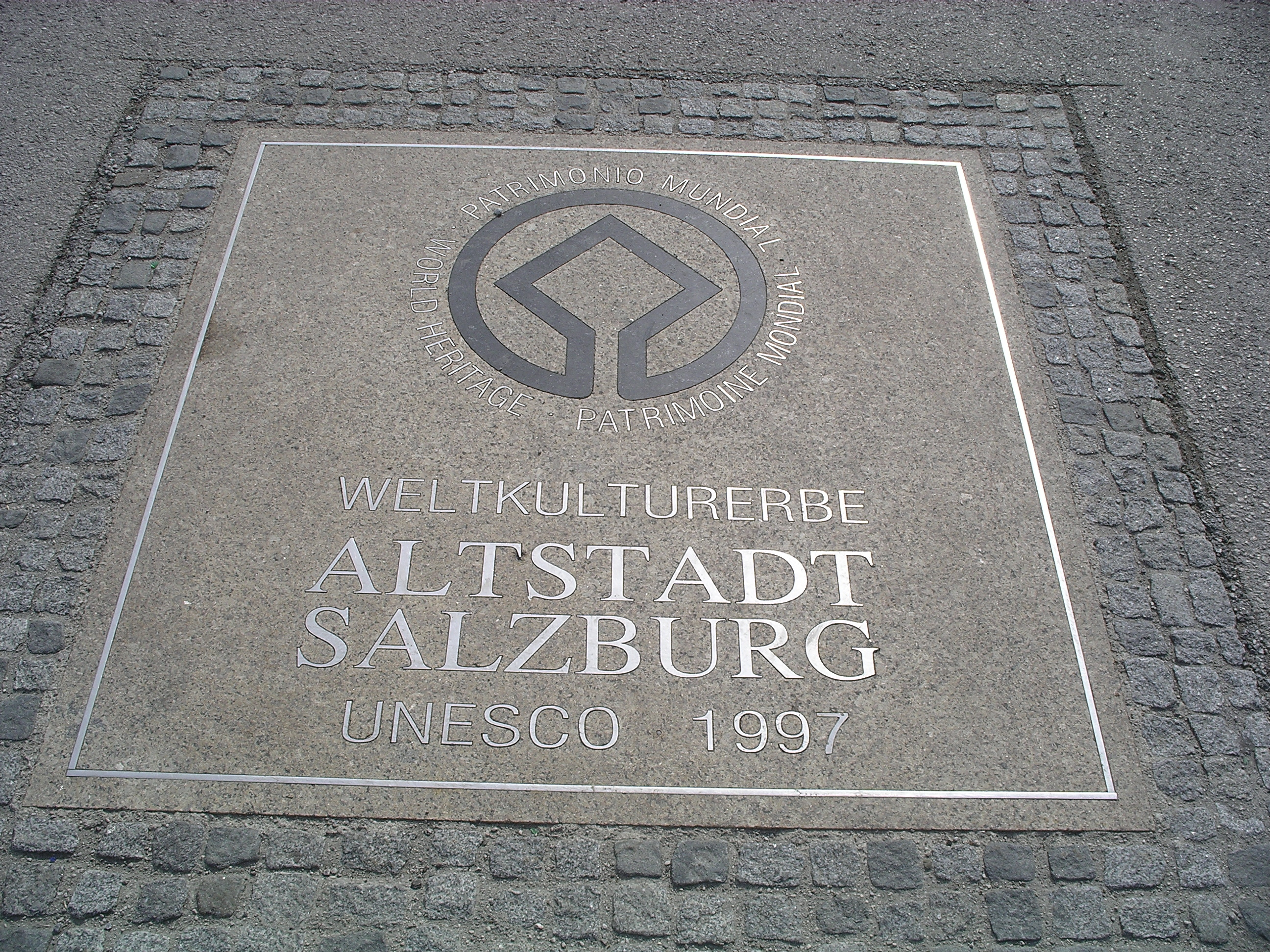
Plakette der UNESCO

Der Altstadt der Stadt Salzburg wurde am 5. Dezember 1996 von der UNESCO die Auszeichnung Weltkulturerbe verliehen.
Diese Auszeichnung wurde mit folgender Begründung vergeben:

„Als geistliches Zentrum Mitteleuropas reicht die Bedeutung der ehemaligen fürsterzbischöflichen Residenzstadt Salzburg bis in die Frühzeit der abendländischen Kultur zurück. Der Bischofssitz, das älteste kontinuierlich bestehende Erzbistum nördlich der Alpen, der Dom und die ebenfalls in die karolingische Zeit zurückgehenden, bis heute in lebendige Tradition erhaltenen Klöster von St. Peter und Nonnberg bilden die Kern, von der die bauliche Entwicklung der in ihrer historischen Konzeption und Substanz wohlerhaltenen Stadt ausging. Die Erzbischöfe beschäftigten durch alle Jahrhunderte bedeutende Künstler ihrer Zeit.

Ein lebendiges Ineinander vielfältiger mittelalterlicher und barocker Baudenkmale fügt sich in der Altstadt zu einem einzigartigen, von der Festung Hohensalzburg dominierten städtebaulichen Ensemble zusammen. Unter der eindrucksvollen Silhouette der Türme und Kuppeln der vielen Kirchen reihen sich die geschlossenen Fassadenprospekte der Bürgerhäuser an den Plätzen und verwinkelten Gassen links und rechts der Salzach. Die mit dem Genius Loci Wolfgang Amadeus Mozart verbundene Musik- und Festspieltradition gehört mit zum besonderen Flair dieses unikalen Stadtdenkmales.“

Anerkannt wurden folgende Kriterien.
II: zeigt für einen Zeitraum oder in einem Kulturgebiet der Erde, einen bedeutenden Schnittpunkt menschlicher Werte in Bezug auf die Entwicklung von Architektur oder Technologie, der Großplastik, des Städtebaus oder der Landschaftsgestaltung auf
IV: stellt ein hervorragendes Beispiel eines Typus von Gebäuden, architektonischen oder technologischen Ensembles oder Landschaften dar, die einen oder mehrere bedeutsame Abschnitte der Geschichte der Menschheit versinnbildlichen
VI: ist in unmittelbarer oder erkennbarer Weise mit Ereignissen oder überlieferten Lebensformen, mit Ideen oder Glaubensbekenntnissen oder mit künstlerischen oder literarischen Werken von außergewöhnlicher universeller Bedeutung verknüpft
Betont wird die Geschlossenheit des Ensembles in seiner Entwicklung bis in die Moderne, es sind Baulichkeiten vom Mittelalter bis in das 20. Jahrhundert vertreten, wobei aber die vorrangige Stellung des historischen Wert der barocken Bischofsstadt betont wird, aber auch die Verletzlichkeit durch Baulichkeiten in der Pufferzone.
Neben dem UNESCO-Schutz ist die Innenstadt auch durch zahlreiche Einzelausweisungen als Denkmal nach Denkmalschutzgesetz geschützt, und insbesondere das Salzburger Altstadterhaltungsgesetz 1967, das erste seiner Art in Österreich, und seit 2007 auch der Grünlanddeklaration, die die vorhandenen Freiräume in der Kernstadt und im Umland (Salzburger Grüngürtel) nachhaltig vor Verbauung bewahren soll. Der intensive nationale und regionale Schutz der historischen Altstadt und das funktionierende Management der Stadtentwicklung wird von der UNESCO lobend herausgestellt. Überwacht wird die Schutzstellung vom ICOMOS, dem internationalen Rat für Denkmalpflege. Dieser wie Bundesdenkmalamt kritisieren immer wieder die mangelnde Kommunikation mit den baufachlichen Instanzen der Stadt (Gestaltungsbeirat der Stadt Salzburg, Sachverständigenkommission zum Altstadterhaltungsgesetz).